# Hatne
Hatne (ukrainisch Гатне; russisch Гатное Gatnoje) ist ein 1169 gegründetes Dorf in der ukrainischen Oblast Kiew mit etwa 3000 Einwohnern (2006).

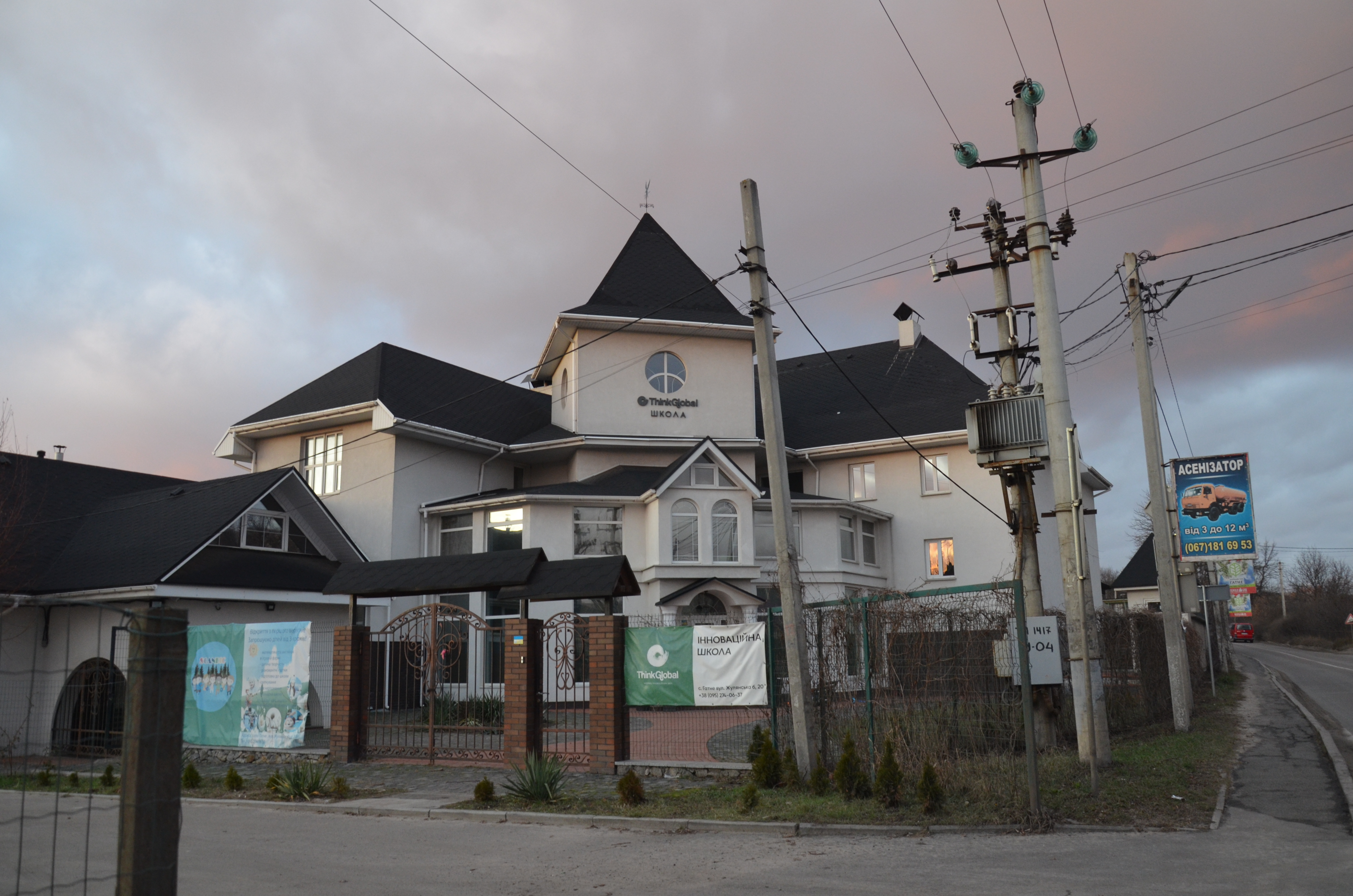
Schulgebäude im Ort

Die Landratsgemeinde Hatne liegt im Rajon Kiew-Swjatoschyn an der Fernstraße M 05 etwa 20 km südwestlich des Stadtzentrums von Kiew und grenzt im Osten an den Kiewer Stadtrajon Holossijiw und im Süden an die Siedlung städtischen Typs Tschabany.

## Verwaltungsgliederung
Am 12. Juni 2020 wurde das Dorf zum Zentrum der neugegründeten Landgemeinde Hatne (Гатненська сільська громада/Hatnenska silska hromada). Zu dieser zählen auch die 2 in der untenstehenden Tabelle aufgelisteten Dörfer, bis dahin bildete es die gleichnamige Landratsgemeinde Hatne (Гатненська сільська рада/Hatnenska silska rada) im Osten des Rajons Kiew-Swjatoschyn.
Am 17. Juli 2020 kam es im Zuge einer großen Rajonsreform zum Anschluss des Rajonsgebietes an den Rajon Fastiw.
Folgende Orte sind neben dem Hauptort Hatne Teil der Gemeinde:
| Name                     | Name         | Name                             |
| ukrainisch transkribiert | ukrainisch   | russisch                         |
| ------------------------ | ------------ | -------------------------------- |
| Juriwka                  | Юрівка       | Юровка (Jurowka)                 |
| Wita-Poschtowa           | Віта-Поштова | Вита-Почтовая (Wita-Poschtowaja) |